# .travel
.travel er et generisk topdomæne, der er reserveret til rejseselskaber, luftfartsselskaber, turistbureauer og lignende.
Domænet blev oprettet i 2002.
| Generiske topdomæner | Spire Denne artikel om generiske topdomæner er en spire som bør udbygges. Du er velkommen til at hjælpe Wikipedia ved at udvide den. |